# Sergio Herrera
Sergio Darío Herrera Montt (Barrancabermeja, 15 de marzo de 1981), conocido simplemente como Barranca Herrera, es un exfutbolista y entrenador colombiano. Jugaba de delantero y actualmente es el asistente técnico de Edgar Pérez Greco  en el Deportivo Táchira

## Inicios
Debutó con el equipo de su ciudad natal y allí fue goleador con 25 goles en menos de un año, por lo poco usual que era ver un futbolista oriundo de Barrancabermeja, Sergio fue empezado a ser apodado Barranca en honor a su ciudad. A los pocos meses de haber debutado toma rumbo a territorio argentino fichando con el Club Almagro permaneciendo poco tiempo y regresando al país a jugar con el América de Cali, después de su estadía con los diablos rojos permanece muchos años en el fútbol de Arabia Saudita y brasileño anotando una suma importante de goles.

### Deportivo Cali
Barranca Herrera, fichó con el Deportivo Cali a principios del año 2007 en su primera temporada disputó 30 partidos anotando 12 goles.
En el 2008 jugó 2 partidos de Copa Sudamericana anotando 1 gol, 6 partidos de Copa Colombia anotando 3 goles y por Liga jugó 29 partidos anotando 6 goles. "Barranca" culmina su segundo año en el club con un saldo de 37 partidos en los que marcó 10 goles.
Para el 2009 jugó en Liga 36 partidos marcando 14 goles y en Copa Sudamericana 2 partidos y 1 gol. Con esos 15 goles en 38 partidos "Barranca" culmina su primera etapa con el equipo azucarero y se embarca en su cuarta y quinta experiencia internacional en el Columbis Crew de la MLS y posteriormente en el Deportivo Táchira de Venezuela.

## Selección Colombia
Ha sido internacional con la Selección de fútbol de Colombia en 11 ocasiones, marcando cuatro goles. Jugó en el Torneo Preolímpico Sudamericano Sub-23 de 2004, la Copa América 2004 y en las eliminatorias a los mundiales 2006 y 2010.

### Participaciones enCopas América
| Torneo            | Sede | Resultado    | PJ | GA | Asis |
| ----------------- | ---- | ------------ | -- | -- | ---- |
| Copa América 2004 | Perú | Cuarto lugar | 4  | 1  | 0    |

### Participaciones enEliminatorias al Mundial
| Eliminatoria                            | Sede del Mundial       | Posición               | Resultado              | PJ                                 | GA | Asis |
| --------------------------------------- | ---------------------- | ---------------------- | ---------------------- | ---------------------------------- | -- | ---- |
| Eliminatorias Mundial de Alemania 2006  | Alemania               | 6°lugar 24pts          | Eliminado              | 2                                  | 1  | 0    |
| Eliminatorias Mundial de Sudáfrica 2010 | Sudáfrica              | 7°lugar 23pts          | Eliminado              | 0 (una convocatoria como suplente) | 0  | 0    |
| Total en Eliminatorias                  | Total en Eliminatorias | Total en Eliminatorias | Total en Eliminatorias | 2                                  | 1  | 0    |

### Goles internacionales
| # | Fecha      | Lugar                                    | Rival     | Gol | Resultado | Competición                            |
| - | ---------- | ---------------------------------------- | --------- | --- | --------- | -------------------------------------- |
| 1 | 18-02-2024 | Estadio Nacional Chelato Uclés, Honduras | Honduras  | 1-1 | 1-1       | Amistoso                               |
| 2 | 6-06-2004  | Metropolitano Roberto Meléndez, Colombia | Uruguay   | 5-0 | 5-0       | Eliminatorias Mundial de Alemania 2006 |
| 3 | 27-06-2004 | Orange Bowl, Estados Unidos              | Argentina | 2-0 | 2-0       | Amistoso                               |
| 4 | 24-07-2004 | Garcilaso de la Vega, Perú               | Uruguay   | 1-1 | 1-2       | Copa América 2004                      |

## Clubes

### Como jugador
| Club                 | País           | Año         |
| -------------------- | -------------- | ----------- |
| Alianza Petrolera    | Colombia       | 1999        |
| Almagro              | Argentina      | 1999        |
| América de Cali      | Colombia       | 2000 - 2002 |
| Alianza Petrolera    | Colombia       | 2003        |
| América de Cali      | Colombia       | 2004        |
| Al-Ittihad           | Arabia Saudita | 2004 - 2006 |
| Athletico Paranaense | Brasil         | 2006        |
| Deportivo Cali       | Colombia       | 2007 - 2009 |
| Columbus Crew        | Estados Unidos | 2010        |
| Deportivo Táchira    | Venezuela      | 2010 - 2012 |
| Deportes Quindío     | Colombia       | 2012        |
| Once Caldas          | Colombia       | 2013        |
| Santa Fe             | Colombia       | 2014        |
| Deportivo Cali       | Colombia       | 2014        |
| Deportivo Táchira    | Venezuela      | 2016        |

### Como asistente
| Club                     | País      | Año         | Asistente de      |
| ------------------------ | --------- | ----------- | ----------------- |
| Universitario de Popayán | Colombia  | 2017 - 2018 | César Torres      |
| Alianza Petrolera        | Colombia  | 2018 - 2020 | César Torres      |
| Deportivo Cali           | Colombia  | 2022 - 2023 | Jorge Luis Pinto  |
| Deportivo Táchira        | Venezuela | 2025        | Edgar Pérez Greco |

### Como secretario técnico
| Club           | País     | Año       |
| -------------- | -------- | --------- |
| Deportivo Cali | Colombia | 2023-2024 |

## Estadísticas como jugador

### Clubes
Actualizado al último partido disputado el 30 de noviembre de 2016.
| Club                          | Div.          | Temporada     | Liga  | Liga  | Copas nacionales | Copas nacionales | Copas internacionales | Copas internacionales | Total | Total |
| Club                          | Div.          | Temporada     | Part. | Goles | Part.            | Goles            | Part.                 | Goles                 | Part. | Goles |
| ----------------------------- | ------------- | ------------- | ----- | ----- | ---------------- | ---------------- | --------------------- | --------------------- | ----- | ----- |
| Alianza Petrolera · Colombia  | 2.ª           | 1999          | 4     | 0     | ―                | ―                | —                     | —                     | 4     | 0     |
| Alianza Petrolera · Colombia  | 2.ª           | 2003          | 28    | 25    | ―                | ―                | —                     | —                     | 28    | 25    |
| Alianza Petrolera · Colombia  | Total club    | Total club    | 32    | 25    | 0                | 0                | 0                     | 0                     | 32    | 25    |
| Club Almagro Argentina        | 2.ª           | 1999          | 2     | 0     | ―                | ―                | —                     | —                     | 2     | 0     |
| Club Almagro Argentina        | Total club    | Total club    | 2     | 0     | 0                | 0                | 0                     | 0                     | 2     | 0     |
| América de Cali · Colombia    | 1.ª           | 2000          | 1     | 0     | ―                | ―                | —                     | —                     | 1     | 0     |
| América de Cali · Colombia    | 1.ª           | 2001          | 1     | 0     | ―                | ―                | —                     | —                     | 1     | 0     |
| América de Cali · Colombia    | 1.ª           | 2002          | 1     | 0     | ―                | ―                | —                     | —                     | 1     | 0     |
| América de Cali · Colombia    | 1.ª           | 2004          | 22    | 13    | ―                | ―                | —                     | —                     | 22    | 13    |
| América de Cali · Colombia    | Total club    | Total club    | 25    | 13    | 0                | 0                | 0                     | 0                     | 25    | 13    |
| Al-Ittihad Arabia Saudita     | 1.ª           | 2004-05       | 10    | 4     | ―                | ―                | —                     | —                     | 10    | 4     |
| Al-Ittihad Arabia Saudita     | 1.ª           | 2005-06       | 1     | 0     | ―                | ―                | —                     | —                     | 1     | 0     |
| Al-Ittihad Arabia Saudita     | Total club    | Total club    | 11    | 4     | 0                | 0                | 0                     | 0                     | 11    | 4     |
| Atlético Paranaense · Brasil  | 1.ª           | 2006          | 15    | 1     | ―                | ―                | —                     | —                     | 15    | 1     |
| Atlético Paranaense · Brasil  | Total club    | Total club    | 15    | 1     | 0                | 0                | 0                     | 0                     | 15    | 1     |
| Deportivo Cali · Colombia     | 1.ª           | 2007          | 30    | 10    | ―                | ―                | —                     | —                     | 30    | 10    |
| Deportivo Cali · Colombia     | 1.ª           | 2008          | 29    | 6     | 6                | 3                | 2                     | 1                     | 37    | 10    |
| Deportivo Cali · Colombia     | 1.ª           | 2009          | 34    | 16    | ―                | ―                | 2                     | 0                     | 36    | 16    |
| Deportivo Cali · Colombia     | 1.ª           | 2014          | 19    | 3     | 4                | 3                | 4                     | 1                     | 27    | 7     |
| Deportivo Cali · Colombia     | Total club    | Total club    | 112   | 35    | 10               | 6                | 8                     | 2                     | 130   | 43    |
| Columbus Crew Estados Unidos  | 1.ª           | 2010          | 1     | 0     | ―                | ―                | —                     | —                     | 1     | 0     |
| Columbus Crew Estados Unidos  | Total club    | Total club    | 1     | 0     | 0                | 0                | 0                     | 0                     | 1     | 0     |
| Deportivo Táchira · Venezuela | 1.ª           | 2010-11       | 32    | 17    | ―                | ―                | 6                     | 1                     | 38    | 18    |
| Deportivo Táchira · Venezuela | 1.ª           | 2011-12       | 29    | 11    | ―                | ―                | 2                     | 1                     | 31    | 12    |
| Deportivo Táchira · Venezuela | 1.ª           | 2016          | 32    | 8     | 2                | 1                | 8                     | 1                     | 42    | 10    |
| Deportivo Táchira · Venezuela | Total club    | Total club    | 93    | 36    | 2                | 1                | 16                    | 3                     | 111   | 40    |
| Deportes Quindío · Colombia   | 1.ª           | 2012          | 10    | 6     | ―                | ―                | —                     | —                     | 10    | 6     |
| Deportes Quindío · Colombia   | Total club    | Total club    | 10    | 6     | 0                | 0                | 0                     | 0                     | 10    | 6     |
| Once Caldas · Colombia        | 1.ª           | 2013          | 25    | 11    | 1                | 2                | —                     | —                     | 26    | 13    |
| Once Caldas · Colombia        | Total club    | Total club    | 25    | 11    | 1                | 2                | 0                     | 0                     | 26    | 13    |
| Santa Fe · Colombia           | 1.ª           | 2014          | 12    | 2     | ―                | ―                | 4                     | 0                     | 16    | 2     |
| Santa Fe · Colombia           | Total club    | Total club    | 12    | 2     | 0                | 0                | 4                     | 0                     | 16    | 2     |
| Total carrera                 | Total carrera | Total carrera | 338   | 133   | 13               | 9                | 28                    | 5                     | 379   | 147   |

### Selección
| Absoluta · Colombia                                                  | 2004                       | 2 | 2 | 5 | 2 | — | — | 7  | 4 |
| Absoluta · Colombia                                                  | 2005                       | — | — | 1 | 0 | — | — | 1  | 0 |
| Absoluta · Colombia                                                  | 2007                       | 2 | 0 | — | — | — | — | 2  | 0 |
| Absoluta · Colombia                                                  | 2008                       | 1 | 0 | — | — | — | — | 1  | 0 |
| Absoluta · Colombia                                                  | Total                      | 5 | 2 | 6 | 2 | 0 | 0 | 11 | 4 |
| Total Selecciones Colombia                                           | Total Selecciones Colombia | 5 | 2 | 6 | 2 | 0 | 0 | 11 | 4 |
| (1) Incluye los partidos: Copa América y Eliminatorias mundialistas. |                            |   |   |   |   |   |   |    |   |

## Estadísticas como entrenador
| Universitario de Popayán · Colombia | 2ª                  | 2017 (e)            | 5  | 0 | 2 | 3 | - | - | - | - | - | - | - | - | 5  | 0 | 2 | 3 | 13.33% |
| Universitario de Popayán · Colombia | Total               | Total               | 5  | 0 | 2 | 3 | 0 | 0 | 0 | 0 | 0 | 0 | 0 | 0 | 5  | 0 | 2 | 3 | 13.33% |
| Deportivo Cali · Colombia           | 1ª                  | 2023 (e)            | 1  | 1 | 0 | 0 | - | - | - | - | - | - | - | - | 1  | 1 | 0 | 0 | 100%   |
| Deportivo Cali · Colombia           | 1ª                  | 2024 (e)            | 10 | 2 | 4 | 4 | 3 | 1 | 1 | 1 | - | - | - | - | 13 | 3 | 5 | 5 | 35.9%  |
| Deportivo Cali · Colombia           | Total               | Total               | 11 | 3 | 4 | 4 | 3 | 1 | 1 | 1 | 0 | 0 | 0 | 0 | 14 | 4 | 5 | 5 | 40.47% |
| Total en su carrera                 | Total en su carrera | Total en su carrera | 16 | 3 | 6 | 7 | 3 | 1 | 1 | 1 | 0 | 0 | 0 | 0 | 19 | 4 | 7 | 8 | 33.33% |
| 1. 2.                               |                     |                     |    |   |   |   |   |   |   |   |   |   |   |   |    |   |   |   |        |

## Palmarés

### Campeonatos nacionales
| Título                     | Club              | País           | Año  |
| -------------------------- | ----------------- | -------------- | ---- |
| Primera División           | América de Cali   | Colombia       | 2000 |
| Primera División           | América de Cali   | Colombia       | 2001 |
| Torneo Apertura            | América de Cali   | Colombia       | 2002 |
| Copa Príncipe de la Corona | Al-Ittihad        | Arabia Saudita | 2004 |
| Torneo Apertura            | Deportivo Táchira | Venezuela      | 2011 |

### Campeonatos internacionales
| Título                      | Club       | País           | Año  |
| --------------------------- | ---------- | -------------- | ---- |
| Liga de Campeones Árabe     | Al-Ittihad | Arabia Saudita | 2005 |
| Liga de Campeones de la AFC | Al-Ittihad | Arabia Saudita | 2005 |

### Distinciones individuales
| Distinción                                     | Año  |
| ---------------------------------------------- | ---- |
| Goleador de la Primera B (25 goles)            | 2003 |
| Goleador del Preolímpico Sudamericano Sub-23   | 2004 |
| Goleador del Torneo Apertura (13 goles)        | 2004 |
| Jugador del Año Primera División Venezolana    | 2011 |
| Extranjero del año Primera División Venezolana | 2011 |